# Tenczynek
Tenczynek é uma aldeia do sul da Polónia, na área metropolitana de Cracóvia, situada na região de Pequena Polónia, é uma aldeia localizada no distrito administrativo de comuna de Krzeszowice, no condado de  Cracóvia. Está aproximadamente 2 quilômetros a sud de Krzeszowice e 27 quilômetros a oeste da capital regional, Cracóvia.